# Gustav Konstantin von Alvensleben

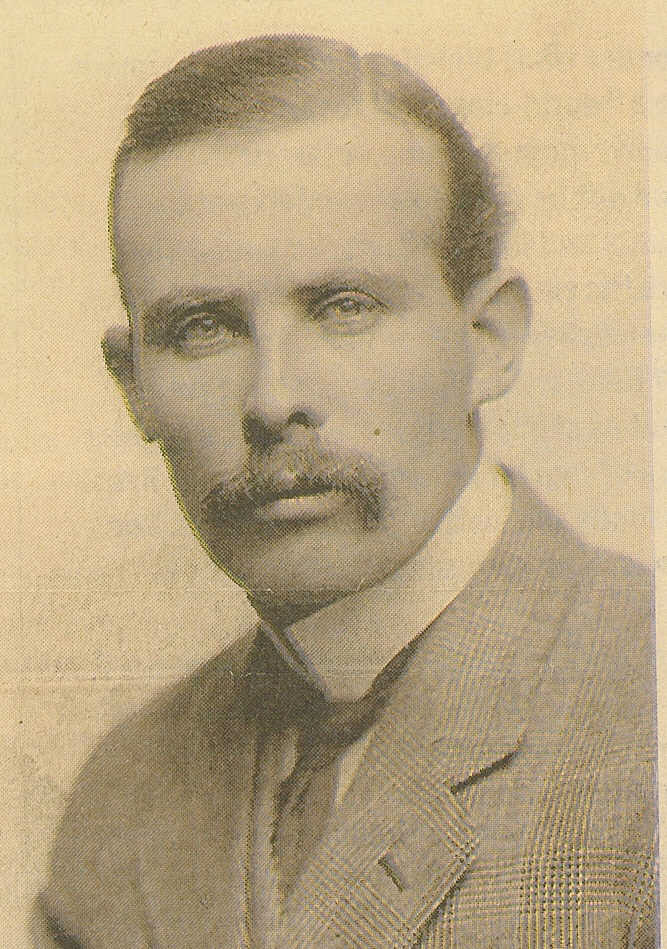
Gustav Konstantin (Gustin) von Alvensleben, auch genannt Alvo von Alvensleben

Gustav Konstantin (Gustin) von Alvensleben, genannt Alvo von Alvensleben (* 25. Juli 1879 in Neugattersleben; † 22. Oktober 1965 in Seattle, USA) war ein Unternehmer deutscher Herkunft in Vancouver/Kanada und Seattle/USA.

## Familie
Er entstammte der niederdeutschen Adelsfamilie von Alvensleben und war der dritte Sohn von Werner von Alvensleben, später Werner Graf von Alvensleben-Neugattersleben (1840–1928) und der Anna von Veltheim (1853–1897) und hatte noch zwei Schwestern und vier Brüder, darunter den Kaufmann und Politiker Werner von Alvensleben (1875–1947) und den späteren Präsidenten des Herrenklubs Graf Bodo von Alvensleben-Neugattersleben (1882–1961). Die Witwe seines 1914 gefallenen Bruders Joachim (* 1872) war die Äbtissin des Klosters Stift zum Heiligengrabe und Hauptgeschäftsführerin der Evangelischen Bahnhofsmission Armgard von Alvensleben. Am 2. April 1908 heiratete er in Vancouver die Lehrerin Edith Westcott (1878–1964). Aus dieser Ehe gingen drei Kinder hervor: Margret (1909–2005), Gero (* 1910) und Bodo (1913–1988).

## Leben
Nach dem Besuch der Kadettenanstalt schlug er zunächst eine Militärlaufbahn ein. Er trat am 24. September 1898 als Fahnenjunker in das Infanterie-Regiment Nr. 153 ein. Am 18. April 1899 wurde er zum Fähnrich und am 23. März 1900 zum Leutnant befördert. Vom 20. Juli 1901 bis zum 18. Februar 1904 diente er im Brandenburgischen Jäger-Bataillon Nr. 3 in Lübben. Anschließend nahm er als Leutnant seinen Abschied und wanderte nach Amerika aus – weil, wie es heißt, sein Vater ihm die Wettschulden nicht mehr bezahlen wollte. Nach einem kurzen Aufenthalt in El Salvador, wo er auf der Kaffeefarm seines älteren Bruders Joachim arbeitete, kam er im Sommer 1904 schließlich nach Vancouver (British Columbia) – mit einem Barvermögen von vier Dollar. Zunächst schlug er sich als Farmarbeiter, Nachtwächter, Fischer, Jäger und Verkäufer von Geflügel durch das Leben, konnte sich dann ein Boot kaufen und nach einer erfolgreichen Lachsfangsaison auf dem Fraser River 1500 Dollar ansparen. Dieses Geld setzte er ein, um 1907 eine Immobilien- und Finanzierungsfirma, die Alvensleben Finance and General Investment Company zu gründen. Er schaltete auf Kredit große zweiseitige Anzeigen in der Zeitung Vancouver Sun, die ihn sehr schnell bekannt machten. Auch wurde er an der 1907 gegründeten Vancouver Stock Exchange aktiv, wo er an manchen Tagen über die Hälfte des Tagesumsatzes gemacht haben soll.
Vancouver erlebte zu dieser Zeit einen Immobilienboom und einen starken wirtschaftlichen Aufschwung. Alvensleben gelang es in den Folgejahren, sehr viel deutsches und europäisches Kapital für Investitionen in British Columbia zu mobilisieren und hat damit erheblich zu diesem Aufschwung beigetragen. Hierbei arbeitete er zeitweise mit seinem Bruder Werner zusammen, der ebenfalls nach Vancouver ausgewandert war. Um 1912 waren in seiner Firma 50 Mitarbeiter direkt beschäftigt und er hatte Beteiligungen in zahlreichen Firmen, darunter Standard Fish and Fertilizer, Standard Fisheries and Whaling, Vancouver Timber and Trading, Queen Charlotte Island Fisheries, Indian River Park (Wigwam Inn), German-Canadian Trust Company, Vancouver-Nanaimo Coal Mining und Issaquah & Superior Mining Company.
Die Issaquah & Superior Mining Company lag in King County im US-Bundesstaat Washington, USA. Alvensleben trat dort als Sanierer auf, nachdem das Bergwerk durch jahrelange Arbeitskämpfe in Konkurs geraten war. Die Bergwerksanlagen wurden modernisiert und über 500 Arbeitskräfte eingestellt. Die zeitgenössischen Chronisten berichten, dass Alvensleben den Arbeitsfrieden mit „almost socialistic ideas“ wiederherstellte, indem er für faire Löhne, menschliche Arbeitsbedingungen und gute Wohnmöglichkeiten sorgte und mit den Gewerkschaften vernünftig zusammenarbeitete. Die Sanierung des Bergwerkes löste einen Bauboom aus: Im Jahre 1913 sollen in Issaquah mehr Wohn- und Geschäftshäuser gebaut worden sein wie in den zwei Jahrzehnten zuvor.
Alvensleben verkörperte in dieser Zeit den American Dream: Er hatte sich durch Tatkraft, unternehmerischen Weitblick und Risikobereitschaft innerhalb von wenigen Jahren vom einfachen Tagelöhner zum vielfachen Millionär hochgearbeitet. Schon zu seinen Lebzeiten galt er als Legende und wird heute als eine der großen Gestalten aus der Pionierzeit Britisch Kolumbiens angesehen.
Der Ausbruch des Ersten Weltkrieges führte jedoch zu einem abrupten Ende seines wirtschaftlichen Imperiums. Sein Vermögen wurde als Feindvermögen konfisziert. Er musste, um einer Verhaftung zu entgehen, Kanada verlassen und ließ sich in Seattle/USA nieder. Als die USA 1917 in den Krieg eintrat, kam er als mutmaßlicher „Spion“ in das Internierungslager Fort Douglas im Staate Utah, aus dem man ihn erst 1920 wieder entließ. Er arbeitete danach im Immobiliengeschäft und als Börsenmakler, ohne aber an seine früheren wirtschaftlichen Erfolge wieder anknüpfen zu können. 1939 wurde er US-amerikanischer Staatsbürger.